# إيغور سيلفا (دراج)
إيغور سيلفا هو دراج أنغولي، ولد في 22 أكتوبر 1984.

## وصلات خارجية
- إيغور سيلفا على موقع الاتحاد الدولي للدراجات (الإنجليزية)
- إيغور سيلفا على موقع أرشيف الدراجات (الإنجليزية)
- إيغور سيلفا على موقع إحصائيات الدراجات الإحترافية (الإنجليزية)
- إيغور سيلفا على موقع نسبة الدراجات (الإنجليزية)